# بيت الشحطرة (جحانة)

تعديل مصدري - تعديل

بيت الشحطرة هي إحدى قرى عزلة اليمانية السفلى بمديرية جحانة التابعة لمحافظة صنعاء، بلغ تعداد سكانها 754 نسمة حسب تعداد اليمن لعام 2004.